# Ángeles de San Rafael (Costa Rica)
Ángeles es un distrito del cantón de San Rafael, en la provincia de Heredia, de Costa Rica.

## Geografía
Ángeles cuenta con un área de 21,24 km² y una altitud media de 1496 m s. n. m.

## Demografía
Para el año 2022, Ángeles cuenta con una población estimada de 12 556 habitantes, y para el último censo efectuado, en 2011, Ángeles contaba con una población de 10 232 habitantes.

## Localidades
- Barrios: Paso Viga (parte), Saca.
- Poblados: Calle Hernández (parte), Castillo, Cerro Redondo, Getsemaní (parte), Joaquina, Lobos, Montecito, Palmar (parte), Puente Piedra (parte), Quintanar de la Sierra, Uvita.

## Transporte

### Carreteras
Al distrito lo atraviesan las siguientes rutas nacionales de carretera:
- Ruta nacional 113